# Anhui-Moschustier
Das Anhui-Moschustier (Moschus anhuiensis) ist eine Art der Moschustiere (Moschidae). Es wurde zeitweise als Unterart anderer Moschustier-Arten aufgefasst und ist fast ausschließlich auf den Südwesten der chinesischen Provinz Anhui und möglicherweise auf angrenzende Gebiete Hubeis beschränkt. Es gilt als stark gefährdet.

## Merkmale
Das Anhui-Moschustier ist eine recht kleine Art der Moschustiere. Es erreicht eine Kopfrumpflänge von 70 bis 76,5 cm. Die Schulterhöhe liegt bei unter 50 cm, der Schwanz ist etwa 2–4 cm lang. Das Körpergewicht schwankt zwischen 7,1 und 9,7 kg. Die Grundfärbung des Fells ist graubraun. Darauf liegt ein Muster von zahlreichen hellen, verwaschenen Tupfen. Auffällig ist ferner ein heller Halsstreifen. Die Ohren sind dunkler als der Körper gefärbt. Die Haare sind lang und erreichen am Rumpf etwa 5,4 cm Länge.

## Verbreitungsgebiet und Lebensweise

Lage der Provinz Anhui innerhalb der Volksrepublik China

Die Verbreitung der Art scheint auf den Südwesten der chinesischen Provinz Anhui im Bereich des Dabie Shan beschränkt zu sein, wo sie bewaldete Bergregionen bewohnt. Möglicherweise kommt sie auch in angrenzenden Teilen Hubeis vor.
Über die Nahrungsgewohnheiten oder die Lebensweise ist wenig bekannt. Offenbar sind die Weibchen bereits früh fruchtbar und vermehren sich noch im ersten Lebensjahr. Darüber hinaus sind Zwillingsgeburten offenbar recht häufig. Im Übrigen dürfte das Sozialverhalten und die Fortpflanzungsbiologie anderen Moschustieren, insbesondere dem Chinesischen Moschustier, ähneln. So geht man etwa davon aus, dass die Tiere überwiegend nachtaktiv sind.

## Gefährdung
Die Form wurde ursprünglich als Unterart des Sibirischen Moschustieres (Moschus moschiferus), später des Chinesischen Moschustieres (Moschus berezovskii) betrachtet, bevor sie Artstatus erhielt. Sie wird von der IUCN als stark gefährdet (Endangered) eingestuft. Wie alle Moschustiere wird auch das Anhui-Moschustier wegen des Moschus bejagt, einer Substanz, die die männlichen Tiere in besonderen Drüsen produzieren. Vor allem das beschränkte Verbreitungsgebiet macht die Art verwundbar. Der Gesamtbestand wurde in den 1980er Jahren auf nur etwa 700–800 Tiere geschätzt und dürfte weiter abnehmen.